# Рух неприєднання
Рух неприєдна́ння, або також Краї́ни, що не приєдна́лися, або Неприє́днані краї́ни — міжнародне об'єднання країн світу, що визнають неприєднання до воєнних союзів великих держав одним з основних принципів своєї зовнішньої політики.
Виникнення Руху є закономірним наслідком успішного розвитку національно-визвольного руху, ліквідації колоніальних імперій і утворення великої кількості нових держав. У Русі неприєднання відбивається прагнення народів, що звільнилися, до рівноправного співробітництва держав, визнання іншими їхніх законних прав та інтересів, усунення з міжнародного життя будь-яких виявів панування і диктату, претензій на гегемонію.
Аналіз післявоєнних міждержавних стосунків засвідчує, що вони розвивалися стрибкоподібно, були ідеологічно заангажованими і привели до стану «холодної війни» — особливої системи міжнародних відносин, що характеризувалася активним ідеологічним, політичним, економічним, дипломатичним, культурним протистоянням наддержав та їх союзників.
З другого боку, кінець 1950-х — початок 1960-х — це період піднесення національно-визвольного руху в країнах Азії та Африки. Уже в середині 1950-х незалежність отримали 12 афро-азійських держав, а в 1960 році 17 країн Африки стали самостійними.
Отже, за 1960-ті — першу половину 1970-х у національно-визвольному русі відбулися якісні зміни історичного значення. Визвольні війни народів завершилися ліквідацією колоніальних режимів і утворенням суверенних суб'єктів міжнародного права.
У таких складних міжнародних відносинах керівники молодих країн Азії, Африки та Латинської Америки намагалися використати еволюційні процеси і нові тенденції у міждержавних зв'язках другої половини XX століття на власну користь. Виходячи з цього, незалежні держави, їх нова політична еліта розпочали пошук інших шляхів у міждержавних стосунках. За їх уявою — це мали бути неординарні, ще не опробувані форми політичних зв'язків, без зверхності і тиску. Лідери афро-азійських та латиноамериканських країн були переконані, що це і буде «третій шлях» розвитку у біполярному світі. Названа теза з особливою гостротою прозвучала на Бандунзькій конференції країн Азії та Африки (1955). Скликана з ініціативи прем'єр-міністрів Бірми, Індії, Індонезії, Пакистану та Шрі-Ланки вона заклала основу концепції позаблоковості. Її головні положення були закріплені у підсумковому документі «Декларації про сприяння загальному миру і співробітництву». У ній керівники афро-азійських держав відзначили, що визнають неприєднання до військово-політичних блоків наддержав одним із пріоритетних напрямків своєї зовнішньої політики. Вони вважали, що колоніальна система не тільки дискредитувала самі імперії-метрополії, але і підтримувану ними систему політичних й міжнародних відносин. «Колоніалізм, — підкреслювали учасники Бандунзької конференції країн Азії та Африки, — у всіх його проявах являє собою зло, яке необхідно швидко викорінити…»'.
Концепція позаблоковості передбачала захист прав народів на самовизначення і державну незалежність на підставі спільних зусиль зацікавлених країн та захисту миру і відмови від участі у збройних конфліктах. Такі ідеї були покладені в основу Руху неприєднання, який явився наслідком поділу світу на три складові: «перший», «другий» і «третій» світ. Останній асоціюється з Рухом неприєднання, який можна вважати одним з важливих складових Ялтинської системи міжнародних відносин, що започаткувала біполярне протистояння колишніх союзників по антигітлерівській коаліції — СРСР і США, і привела світ до так званої «холодної війни», тобто протиборства двох систем. Отже, поділ на три світи був пов'язаний з конкуренцією різних ідеологій, під час котрої країни Азії, Африки та Латинської Америки намагалися відстоювати свої національні інтереси на ґрунті системного суперництва двох наддержав.
Організаційно Рух неприєднання сформувався на Першій конференції голів держав і урядів (Белград, 1-6 вересня 1961) у роботі якої взяли участь делегації 25 країн світу.
Ініціаторами проведення Белградського саміту стали Індія, Єгипет, Індонезія, Гана та Федеративна Народна Республіка Югославія. Керівники перелічених країн відстоювали принципи демократії, рівності та виключення з міжнародних відносин будь-яких проявів диктату, зверхності та претензій на гегемонію. У виступі на Белградській конференції позаблокових країн Дж. Неру відзначив, що "…ми називаємо себе конференцією позаблокових країн. Слово «неприєднані» можливо трактувати по різному, але по суті воно означає «неприєднані до блоків великих держав».
Цілі й принципи Руху неприєднання, які сформульовано в програмних документах його форумів, побудовано на загальнодемократичних засадах. Це — боротьба проти колоніалізму і неоколоніалізму, апартеїду, расизму і усіх форм гегемонізму й експансіонізму, за мирне співіснування держав, забезпечення миру і безпеки, розрядку міжнародної напруженості, припинення перегонів озброєнь, особливо ядерних, досягнення загального і повного роззброєння під ефективним міжнародним контролем, прагнення до перебудови міжнародних економічних відносин на справедливих і демократичних засадах, встановлення нового міжнародного інформаційного порядку.
Рух неприєднання в міжнародних відносинах проявляється в трьох видах:
- як зовнішньополітична доктрина країн, що розвиваються;
- як конкретний зовнішньополітичний курс чи орієнтація цих країн;
- як своєрідне міждержавне об’єднання країн, що розвиваються – рух неприєднання.